# Chris Wooding
Chris Wooding (Leicester, 28 februari 1977), is een Brits schrijver. Hij debuteerde in 1998 met Crashing, dat hij schreef op een leeftijd van negentien jaar. Hij won onder meer de Nestlé Smarties Book Prize en een Lancashire Children's Book of the Year.

## Prijzen en nominaties
- 2001 - The Haunting of Alaizabel Cray (Nestlé Smarties Book Prize Silver Award)
- 2004 - Poison (Lancashire Children's Book of the Year)
- 2004 - Poison (nominatie voor Carnegie Medal)
- 2007 - Storm Thief (nominatie voor Carnegie Medal)
- 2010 - Retribution Falls (nominatie voor Arthur C. Clarke Award)